# Irena Sawicka (działaczka edukacyjna)

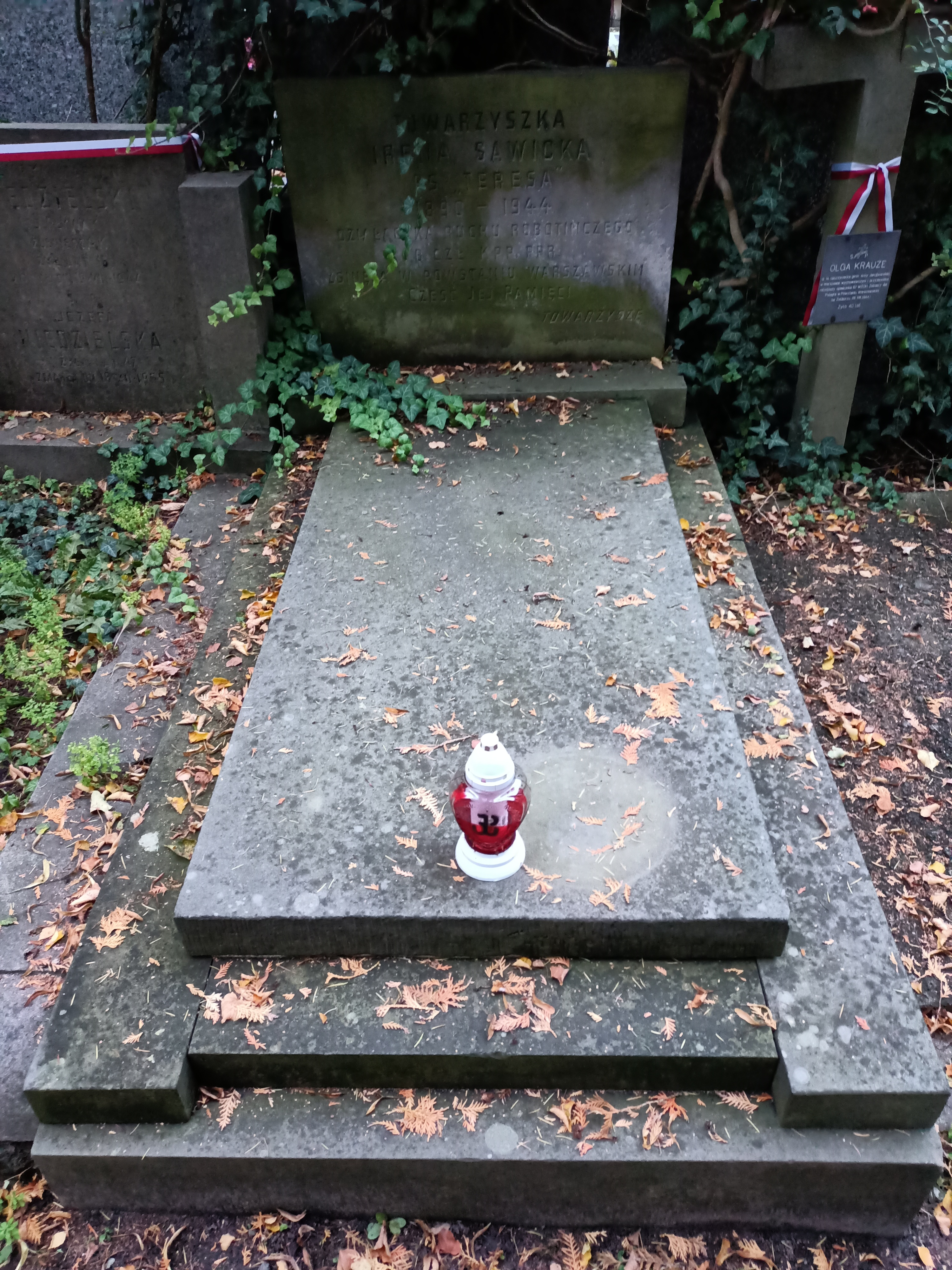
Grób Ireny Sawickiej na cmentarzu Wojskowym na Powązkach

Irena Sawicka. niekiedy Irena Scheur-Sawicka ps. „Stefa” (ur. 18 sierpnia 1890, zm. 4 sierpnia 1944) – polska archeolog, członek Rady Pomocy Żydom, działaczka edukacyjna i komunistyczna.

## Życiorys
Jej ojciec, Jan Scheur, był francuskim emigrantem. Jej matka, Maria z Włodarkiewiczów, pochodziła z rodziny ziemiańskiej. Studiowała u korepetytorów i na małych kursach organizowanych dla kobiet w Krakowie i Warszawie. Szybko zaangażowała się w działalność edukacyjną, ucząc dzieci ulicy.  W 1915 r. wyszła za mąż za archeologa Ludwika Sawickiego. Nie mieli potomstwa.
Podczas I wojny światowej ona i jej mąż byli aktywni w polskich organizacjach ekspatriantów w Rosji i brali udział w wyprawach archeologicznych na Dalekim Wschodzie (między innymi w Harbinie). Po powrocie do niepodległej Polski w 1918 r. działała w organizacjach edukacyjnych dla dorosłych, a także towarzyszyła mężowi w jego badaniach archeologicznych, biorąc udział w kilku kursach archeologii oferowanych przez Warszawskie Towarzystwo Naukowe. Od wczesnych lat dwudziestych pracowała jako konserwator zabytków dla polskiego rządu (z ramienia PGKZP), a także opublikowała kilka artykułów naukowych. W latach 1922–1927 była także sekretarzem Polskiego Towarzystwa Prehistorycznego.
Pod koniec lat dwudziestych koncentrowała się na działalności edukacyjnej. Była zaangażowana w wiele organizacji i instytucji zajmujących się kształceniem dorosłych, takich jak Instytut Oświaty Dorosłych i III Centrum Edukacji Dorosłych.
W latach trzydziestych zaangażowała się w działalność Komunistycznej Partii Polski. Po niemieckiej inwazji na Polskę aktywnie uczestniczyła w akcjach polskiego ruchu oporu, takim jak tajne komplety i ratowanie Żydów (z warszawskiego getta). Została opisana przez Adolfa Bermana jako wybitny członek Żegoty. Na początku stycznia 1942 r. wstąpiła do Polskiej Partii Robotniczej. Pod koniec 1942 r. została członkiem Komitetu Dzielnicowego PPR Żoliborz. W kwietniu 1943 r. objęła stanowisko sekretarza Komitetu Dzielnicowego PPR Mokotów, a w styczniu 1944 weszła w skład Komitetu Warszawskiego PPR, dostarczała zaopatrzenie partyzantom Armii Ludowej.
Zmarła w pierwszych dniach powstania warszawskiego na Mokotowie, zabita przez zbłąkane niemieckie strzały (jej dzień śmierci podano jako 1 sierpnia  lub 4 sierpnia). Pochowana na cmentarzu Powązki Wojskowe w Warszawie (kwatera A25-16-21).

## Źródła
1. 1 2 3  Edward Gronczewski, Walczyli o Polskę Ludową, Książka i Wiedza, 1982, s. 240, ISBN 83-05-11073-7.
2. 1 2 3 4 5  Irena Sawicka (Scheur-Sawicka) [online], www.ipsb.nina.gov.pl [dostęp 2020-07-05] (pol.).
3. ↑  Biuletyn Żydowskiego Instytutu Historycznego, Instytut, 1978, s. 92 [dostęp 2020-07-05] (pol.).
4. ↑  Irene Tomaszewski, Tecia Werbowski, Code Name Żegota: Rescuing Jews in Occupied Poland, 1942-1945 : the Most Dangerous Conspiracy in Wartime Europe, ABC-CLIO, 2010, s. 57, ISBN 978-0-313-38391-5 [dostęp 2020-07-05] (ang.).
5. ↑  Wyszukiwarka cmentarna - Warszawskie cmentarze